# Мизда
Мизда́ (араб. مزدة‎) — город в муниципалитете Эль-Джабал-эль-Гарби, Ливия. Население — 23 014 чел. (на 2010 год).

## История
До 2007 года город был столицей одноимённого муниципалитета.

## Военная база
В Мизде расположена крупная военная база ливийских вооружённых сил.31°25′29″ с. ш. 12°56′54″ в. д.
Во время Гражданской войны в Ливии был местом ожесточённых боёв и регулярно переходил из рук в руки.